# Enhjørningen
Enhjørningen (Monoceros) er et stjernebillede på den nordlige himmelkugle.